# I Fiamminghi
I Fiamminghi is een Belgisch kamerorkest uit Brussel onder leiding van dirigent Rudolf Werthen.